# La Fabrique de cérémonies
La Fabrique de cérémonies est un roman de Kossi Efoui. Paru en 2001 aux éditions du Seuil,, l’œuvre remporte la même année le Grand Prix littéraire d'Afrique noire.